# Lange Wand
Lange Wand är en bergstopp i Österrike. Den ligger i förbundslandet Tyrolen, i den centrala delen av landet, 300 km väster om huvudstaden Wien. Lange Wand ligger 3 087 meter över havet.
Den högsta punkten i närheten är Grossglockner, 3 798 meter över havet, 2,7 km norr om Lange Wand. Närmaste större samhälle är Matrei in Osttirol, 13,8 km väster om Lange Wand. 